# علم اطلاعات
علم اطلاعات یا دانش اطلاعات دانش اطلاعات دانشی است که درباره کیفیت و کاربرد اطلاعات، نیروهای حاکم بر جریان اطلاعات و ابزار آماده‌سازی اطلاعات برای دسترسی و استفاده مطلوب تحقیق می‌کند. اطلاع‌رسانی به تولید، گردآوری، سازماندهی، ذخیره، بازیابی، ترجمه، انتقال، تبدیل و کاربرد اطلاعات مربوط می‌شود. این علم درباره ارائه اطلاعات به روش طبیعی و مصنوعی کاربرد قالب‌ها برای انتقال کامل اطلاعات شیوه‌های آماده‌سازی اطلاعات ابزار و فنون آن مانند کامپیوتر و روش‌های برنامه‌ریزی آن به پژوهش می‌پردازد. هدف اطلاع‌رسانی به عنوان یک علم، تهیه مجموعه اطلاعاتی است که سبب پیشرفت نهادهای گوناگون و روش‌هایی می‌شود که برای گردآوری و انتقال دانش در نظر گرفته شده‌است.

## رابطه میان کتابداری و علم کتابداری یا علم کتابخانه با علم اطلاعات
به هنگام بحث درباره اینکه چرا در نوشته‌های فارسی کتابداری، از اطلاع‌رسانی یا علم اطلاع‌رسانی و نه علم اطلاعات استفاده می‌شود، اشاره شد که حری اعتقاد دارد علم کتابداری، اعم از کتابداری‌ست. به این معنا که عمل کتابدار در کتابخانه‌ها کتابداری یا علم کتابخانه، بخشی از علمی وسیع‌تر به نام علم اطلاعات است. اگر قرار است رابطه‌ای میان این دو بیان شود عبارات کتابداری و علم اطلاعات، علم کتابداری و اطلاعات، یاعلم کتابخانه و اطلاعات پیشنهاد می‌شود.
به‌طور منطقی باید تحت تأثیر یافته‌های علم کتابداری باشد. در اینجا بدون اینکه نظری درباره درستی یا نادرستی این دیدگاه بیان کنیم برای مقایسه کتابداری یا علم کتابداری با علم اطلاعات، مفهوم وسیع‌تر علم کتابداری را انتخاب می‌کنیم تا آن را با علم اطلاعات مقایسه کنیم. هنگامی که رابطه اعم یا اخص را میان دو مفهوم علم کتابداری و علم اطلاعات بررسی می‌کنیم رابطه هر چه باشد چون کتابداری را بخشی از علم کتابداری پنداشته‌ایم هر رابطه‌ای درباره علم کتابداری، طبعاً درباره کتابداری نیز صادق خواهد بود.برای انجام این مقایسه، از تعاریف ارائه شده در منابع که قبلاً هم در همین نوشته به آن‌ها اشاره شده استفاده می‌کنیم.